# 31192 Aigoual
31192 Aigoual è un asteroide della fascia principale. Scoperto nel 1997, presenta un'orbita caratterizzata da un semiasse maggiore pari a 2,7512330 UA e da un'eccentricità di 0,1877747, inclinata di 3,45331° rispetto all'eclittica.
Il nome fa riferimento al Monte Aigoual in Francia.